# دازکان
دازکان، روستایی در دهستان جکدان بخش مرکزی شهرستان بشاگرد در استان هرمزگان ایران است.

## جمعیت
بر پایه سرشماری عمومی نفوس و مسکن در سال ۱۳۹۵، جمعیت این روستا برابر با ۳۹ نفر (۱۰ خانوار) بوده‌است.